# Ryan LaFlare
Ryan LaFlare (Long Island, 1 de outubro de 1983) é um lutador profissional de artes marciais mistas que atualmente compete na categoria meio-médio do UFC.

## Carreira no MMA
LaFlare fez sua estreia no MMA no dia 27 de julho de 2008 no evento ROC 20 - Ring of Combat 20 e venceu com uma finalização com um armlock aos dois minutos e trinta e oito segundos do primeiro round.

### Ultimate Fighting Championship
LaFlare fez sua estreia no UFC contra o australiano Ben Alloway e venceu por decisão unânime.
LaFlare enfrentou o argentino estreante no UFC Santiago Ponzinibbio no dia 9 de Novembro de 2013 no UFC Fight Night: Belfort vs. Henderson II. Ele venceu por decisão unânime.
LaFlare enfrentou Court McGee em 14 de Dezembro de 2013 no UFC on Fox: Johnson vs. Benavidez II, substituindo o lesionado Kelvin Gastelum. Em uma luta muito equilibrada e movimentada, LaFlare acertou mais golpes e teve maior domínio, assim venceu a luta por decisão unânime.
LaFlare enfrentou John Howard em 11 de Abril de 2014 no UFC Fight Night: Nogueira vs. Nelson e venceu por decisão unânime.
LaFlare era esperado para enfrentar Gunnar Nelson em 19 de Julho de 2014 no UFC Fight Night: McGregor vs. Miller. Porém, LaFlare foi retirado do card e substituído por Zak Cummings.
LaFlare enfrentou o brasileiro ex-desafiante dos médios Demian Maia em 21 de Março de 2015 no UFC Fight Night: Maia vs. LaFlare no Brasil. LaFlare conheceu sua primeira derrota na carreira no MMA profissional, perdendo por decisão unânime.
LaFlare enfrentou Mike Pierce em 11 de Dezembro de 2015 no TUF 22 Finale. Ele venceu a luta por decisão unânime.

## Cartel no MMA
| Cartel no MMA   |             |            |
| 16 lutas        | 13 vitórias | 3 derrotas |
| Por nocaute     | 4           | 2          |
| Por finalização | 3           | 0          |
| Por decisão     | 6           | 1          |

| Res.    | Cartel | Oponente             | Método                                      | Evento                                    | Data       | Round | Tempo | Local                     | Notas           |
| ------- | ------ | -------------------- | ------------------------------------------- | ----------------------------------------- | ---------- | ----- | ----- | ------------------------- | --------------- |
| Derrota | 14-3   | Anthony Rocco Martin | Nocaute (chute na cabeça e socos)           | UFC 229: Khabib vs. McGregor              | 06/10/2018 | 3     | 1:00  | Las Vegas, Nevada         |                 |
| Vitória | 14-2   | Alex Garcia          | Decisão (unânime)                           | UFC Fight Night: Barboza vs. Lee          | 21/04/2018 | 3     | 5:00  | Atlantic City, New Jersey |                 |
| Derrota | 13-2   | Alex Oliveira        | Nocaute (soco)                              | UFC on Fox: Weidman vs. Gastelum          | 22/07/2017 | 2     | 1:50  | Long Island, New York     |                 |
| Vitória | 13-1   | Roan Carneiro        | Decisão (unânime)                           | UFC 208: Holm vs. de Randamie             | 11/02/2017 | 3     | 5:00  | Nova Iorque               |                 |
| Vitória | 12-1   | Mike Pierce          | Decisão (unânime)                           | TUF 22 Finale                             | 11/12/2015 | 3     | 5:00  | Las Vegas, Nevada         |                 |
| Derrota | 11-1   | Demian Maia          | Decisão (unânime)                           | UFC Fight Night: Maia vs. LaFlare         | 21/03/2015 | 5     | 5:00  | Rio de Janeiro            |                 |
| Vitória | 11-0   | John Howard          | Decisão (unânime)                           | UFC Fight Night: Nogueira vs. Nelson      | 11/04/2014 | 3     | 5:00  | Abu Dhabi                 |                 |
| Vitória | 10-0   | Court McGee          | Decisão (unânime)                           | UFC on Fox: Johnson vs. Benavidez II      | 14/12/2013 | 3     | 5:00  | Sacramento, California    |                 |
| Vitória | 9-0    | Santiago Ponzinibbio | Decisão (unânime)                           | UFC Fight Night: Belfort vs. Henderson II | 09/11/2013 | 3     | 5:00  | Goiânia                   |                 |
| Vitória | 8-0    | Ben Alloway          | Decisão (unânime)                           | UFC on Fuel TV: Mousasi vs. Latifi        | 06/04/2013 | 3     | 5:00  | Estocolmo                 | Estreia no UFC. |
| Vitória | 7-0    | Andrew Osborne       | Finalização (chave de braço)                | Ring of Combat 43                         | 25/01/2013 | 3     | 2:01  | Atlantic City, New Jersey |                 |
| Vitória | 6-0    | Mike Medrano         | Nocaute Técnico (joelhada no corpo e socos) | Ring of Combat 30                         | 11/06/2010 | 1     | 4:07  | Atlantic City, New Jersey |                 |
| Vitória | 5-0    | Justin Haskins       | Nocaute (socos)                             | Ring of Combat 28                         | 19/02/2010 | 2     | 1:36  | Atlantic City, New Jersey |                 |
| Vitória | 4-0    | Mark Berrocal        | Nocaute Técnico (socos)                     | Ring of Combat 27                         | 20/11/2009 | 1     | 3:19  | Atlantic City, New Jersey |                 |
| Vitória | 3-0    | Jose Sulsona         | Finalização (chave de braço)                | Ring of Combat 26                         | 11/09/2009 | 2     | 2:18  | Atlantic City, New Jersey |                 |
| Vitória | 2-0    | Robert Cunane        | Nocaute (soco)                              | Ring of Combat 25                         | 12/06/2009 | 1     | 1:19  | Atlantic City, New Jersey |                 |
| Vitória | 1-0    | Radji Bryson-Barrett | Finalização (chave de braço)                | Ring of Combat 20                         | 27/06/2008 | 1     | 2:38  | Atlantic City, New Jersey |                 |